# Sankt Olofs källa

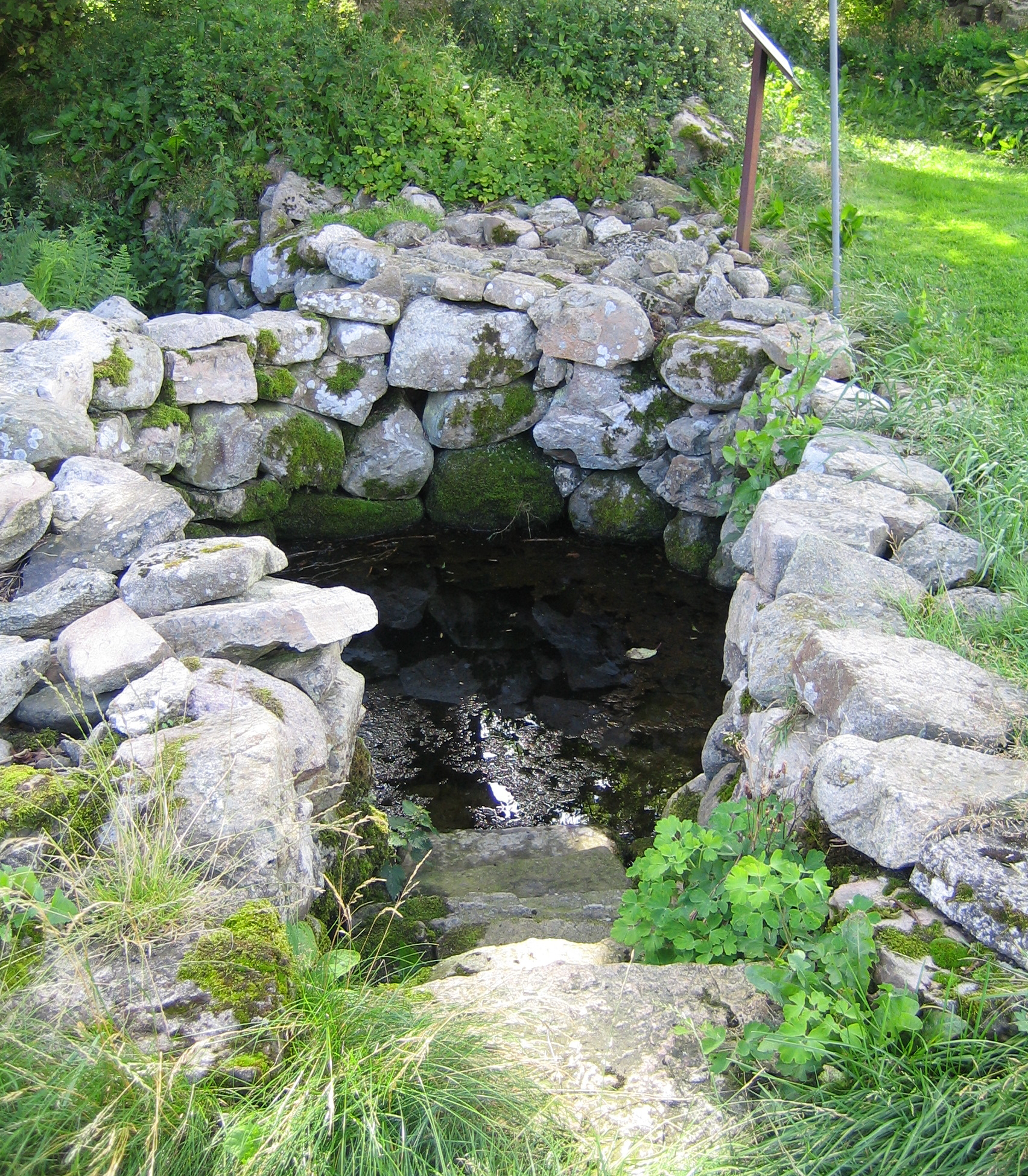
Sankt Olofs källa

Sankt Olofs/Olufs/Olavs källa är ett vanligt namn på offerkällor i Norden. Offerkällorna fanns troligen redan under förkristen tid och fick på 1000-talet ett tillägg med Olof den heliges namn.

## Sankt Olofs källa, Skåne
Några hundra meter söder om Sankt Olofs kyrka i byn Sankt Olof på Österlen finns S:t Olofs källa, dit folk förr i tiden kom för att offra framförallt pengar för att få hjälp av helgonet. De riktigt fattiga och pengalösa offrade i stället köttbitar och dylikt, så att källan ofta var övertäckt av en hinna av fett. Linné skriver i sin Skånska resa: "Den förnämligaste festen är S:t Olofs dag, då folket stormar hit till stor myckenhet ifrån avlägsne orter att avhöra predikan och att offra." (Sidan 190 i 1977 års upplaga.) Även idag "offrar" besökare vid källan en eller annan slant till helgonet. Sankt Olofs dag infaller 29 juli, Sankt Olofs dödsdag.

## Källhänvisningar
1. ↑  ”St Olofs källa”. Länsstyrelsen Skåne. Arkiverad från originalet den 8 november 2016. https://web.archive.org/web/20161108195554/http://www.lansstyrelsen.se/skane/Sv/samhallsplanering-och-kulturmiljo/landskapsvard/landskapsvard/vardat-och-skyltat/Pages/St_Olofs_kalla.aspx. Läst 8 november 2016.
2. ↑  Katolik.nu, "Sankt Olof, Sankt Olav"